# Mouthier-Haute-Pierre

Blason ville fr Mouthier-Haute-Pierre 25

Mouthier-Haute-Pierre is een gemeente in het Franse departement Doubs (regio Bourgogne-Franche-Comté) en telt 343 inwoners (1999). De plaats maakt deel uit van het arrondissement Besançon.
De plaats is ontstaan in de 9e eeuw rond een priorij van benedictijnen.

## Beschrijving
Mouthier-Haute-Pierre ontleent zijn naam aan “Monasterium Altae Petrae”, Altea Petrae is 
de rots van 150 m hoog ten oosten van het dorp waar het Monasterium (klooster) in de 9e eeuw werd gesticht.
Mouthier is het eerste dorp in de vallei van de bovenste Loue, gelegen aan de weg door de Gorges de Nouailles in de richting van Ornans.
Het dorp bestaat uit twee delen, een hooggelegen en een lager deel bij de brug over de Loue.
Rond het dorp zijn kersenboomgaarden met de Marsotte kers waarvan sinds de 17e eeuw Kirsch wordt vervaardigd.

## Geschiedenis
Op meerdere plaatsen is archeologisch onderzoek gedaan en zijn aanwijzingen gevonden
die wijzen op menselijke bewoning sinds het Neolithicum.
In de 7e eeuw was het gebied van Mouthier bedekt met bos, maar in het onderste 
deel van de vallei was al bewoning. Er hadden zich Galliërs en Romeinse kolonisten
gevestigd die gedeeltelijk werden verdereven en vermengd door de binnentrekkende Germaanse stammen in de tijd van de Grote Volksverhuizing.
In 616 werden door de Raad van Bonneuil-sur-Marne de Iers-Schotse monniken Eustache de Luxeuil (Eustasius of Austasius) ( ? – 629) en Agile (Agilus of Aile), (eind 6e eeuw - 650)
naar het gebied gezonden om de bewoners tot het Christendom te bekeren.
In de Divisio Regnorum (Frankisch rijksdelingsplan) werd in 870 het klooster "Saint Pierre de Haute-Pierre" voor het eerst genoemd.
Aan het eind van de 14e eeuw werd naast de begraafplaats van de monniken een kerk gebouwd, de "Saint Laurent" (beschermheilige van o.a. de smeden),
de kerk werd pas in 1581 voltooid.
Op 18 oktober 1719 verwoestte een brand bijna het hele dorp, 99 huizen werden totaal verwoest. 
Na de Franse Revolutie werd de priorij opgeheven en de priesters vervangen, er volgde een
opstand waarna wapens, zeisen en zelfs broches in beslag werden genomen.
Er werden 37 mensen opgesloten en jongeren werden ingelijfd bij het leger, pas na 1799 verbeterde de situatie.
Door de aanleg van de weg van Besançon naar Pontarlier (N57, 2024) die in 1845 in gebruik werd genomen werd het dorp verder ontsloten.
De wijnbouw en smederijen waren de belangrijkste bronnen van inkomsten, men verbouwde de Poulsard-druif,
door de komst Druifluis rond 1863 werd de gehele sector vernietigd. 
Een nieuwe bron van inkomsten werd gevonden in de melkveehouderij en de distillatie van Kirsch.

### Afbeeldingen

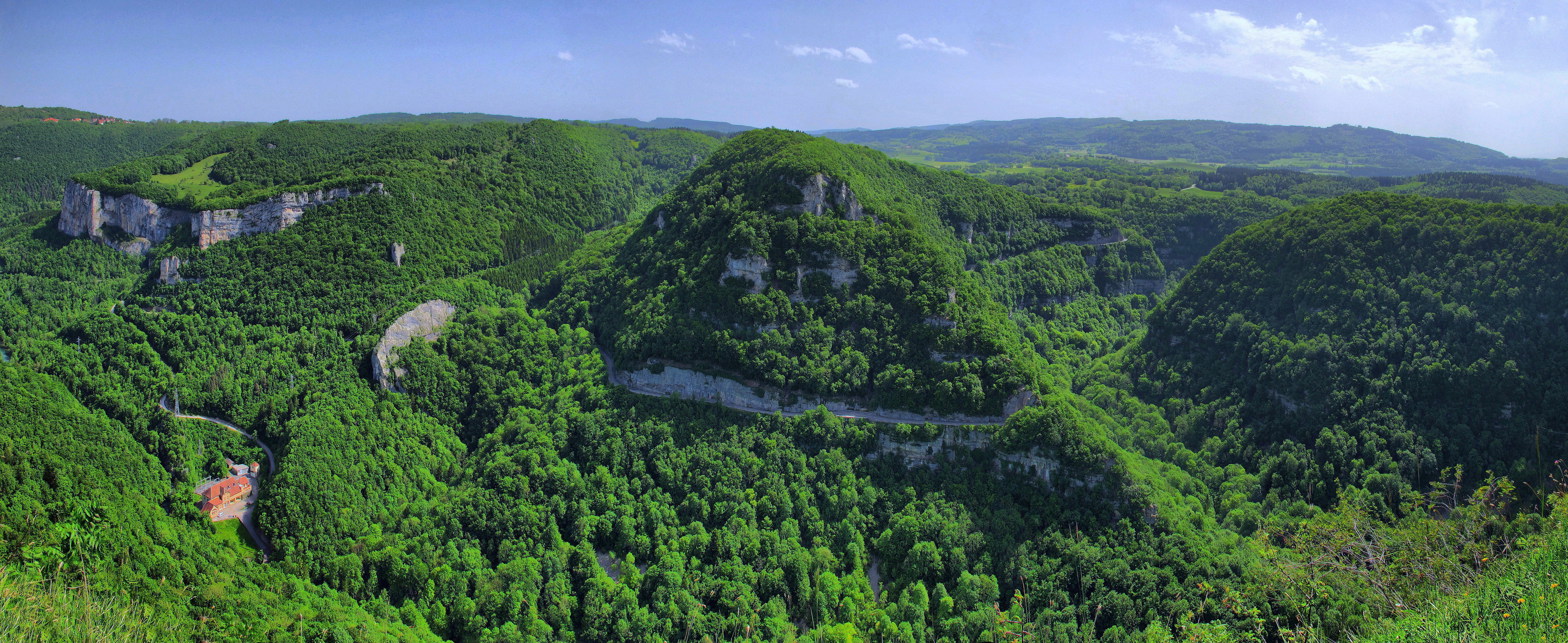
panorama "Gorges de Nouailles"
- Cascade de Syratu
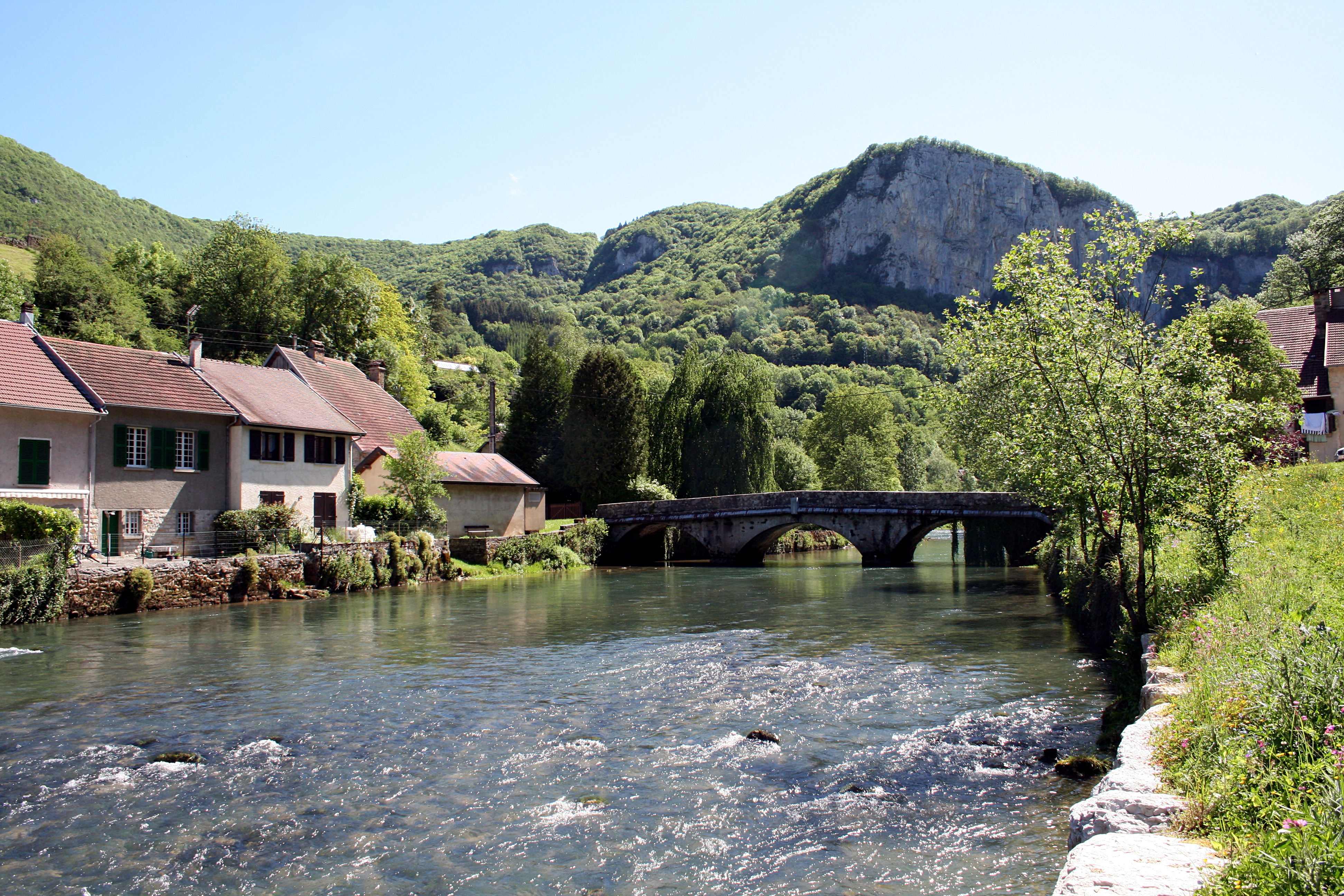
Pont sur la Loue
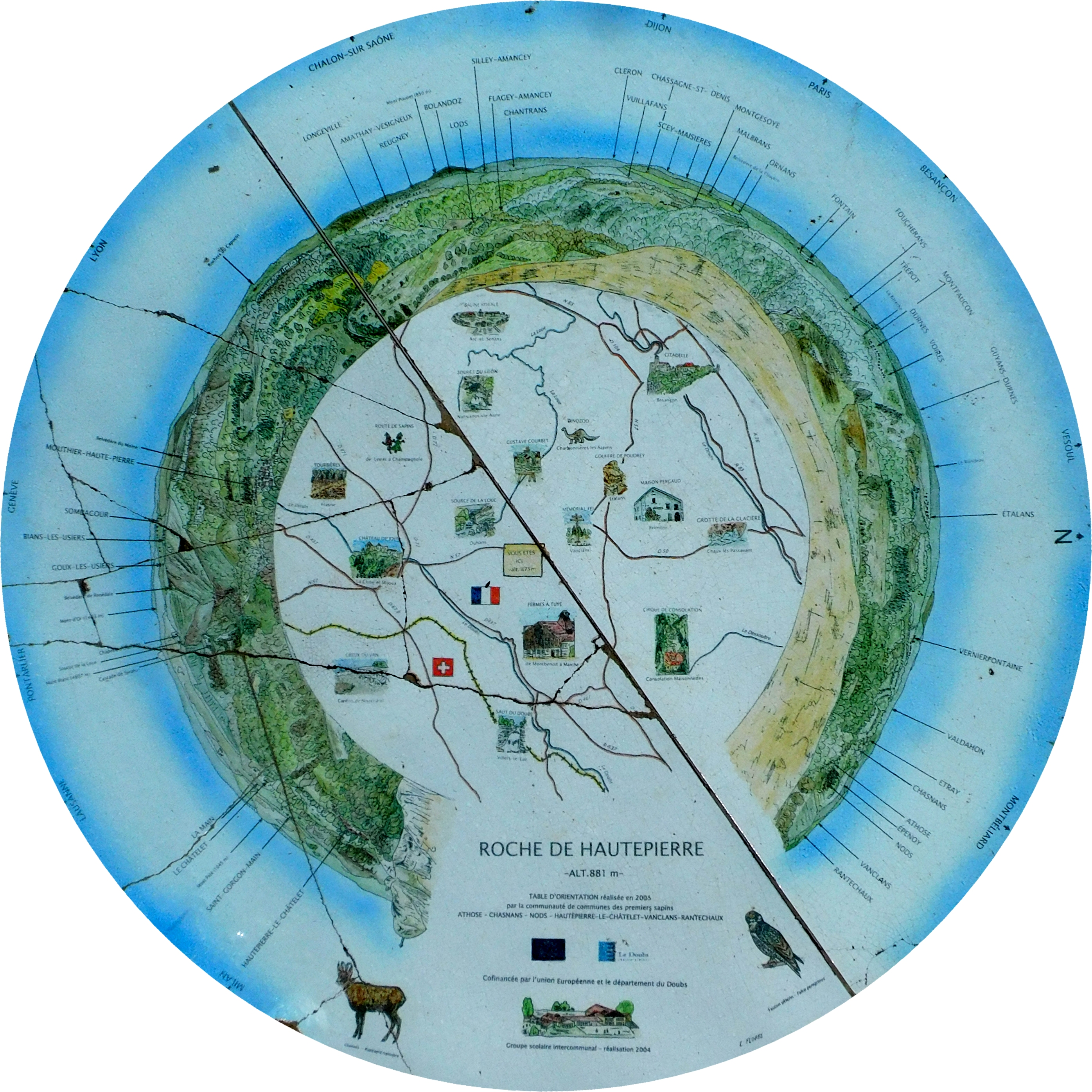
Roche Haute-Pierre, table d'orientation
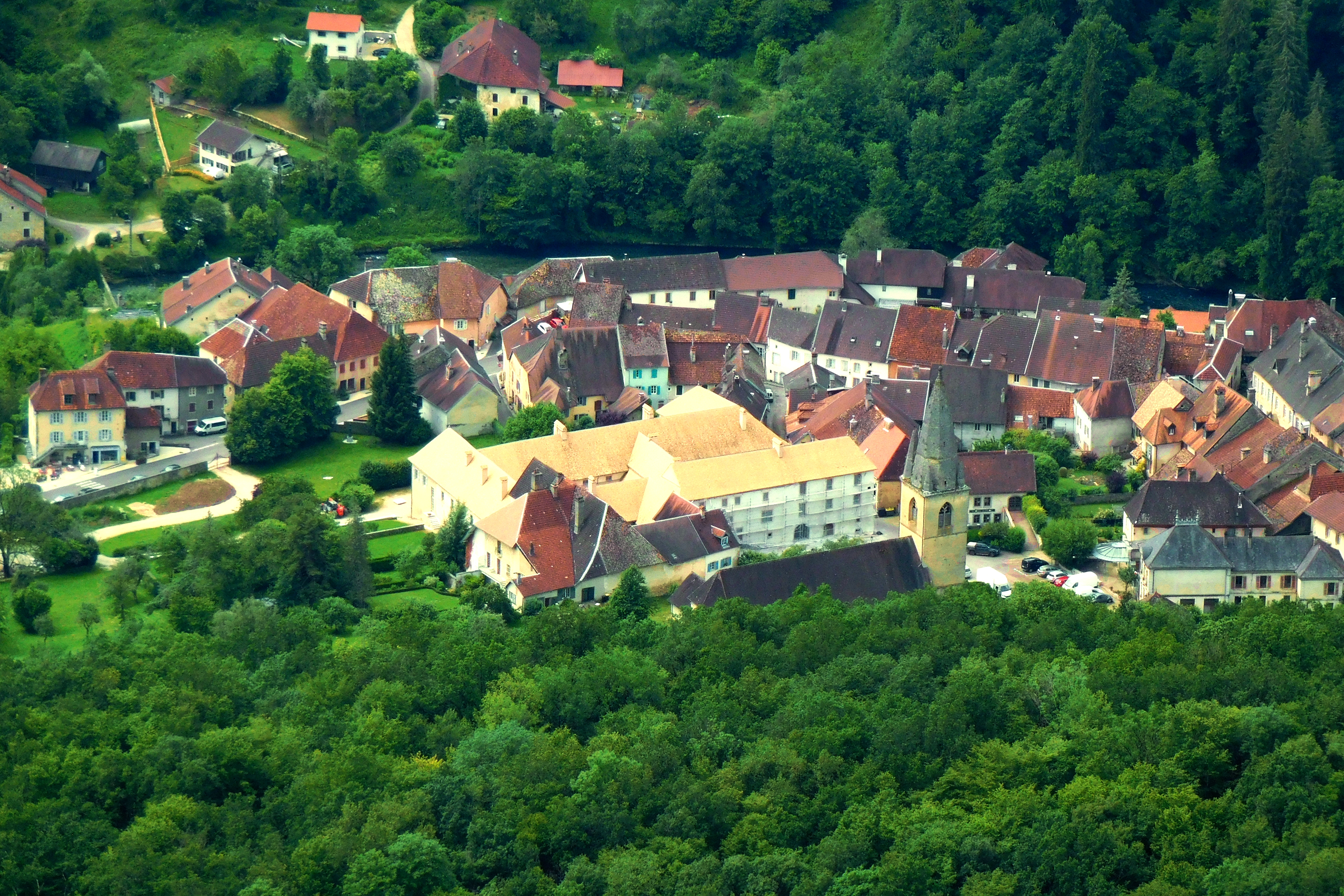
Monastere & Église
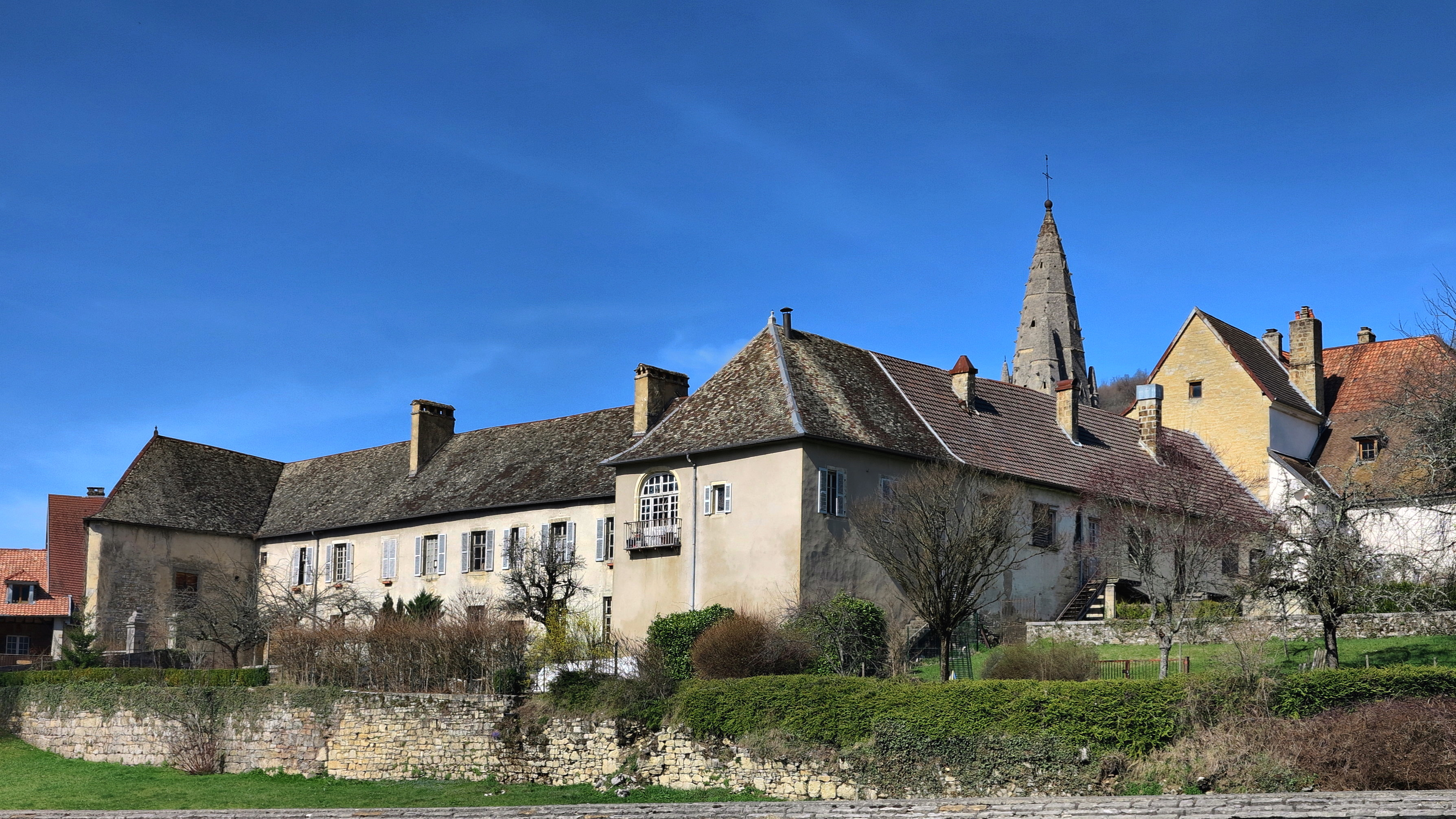
klooster / priorij
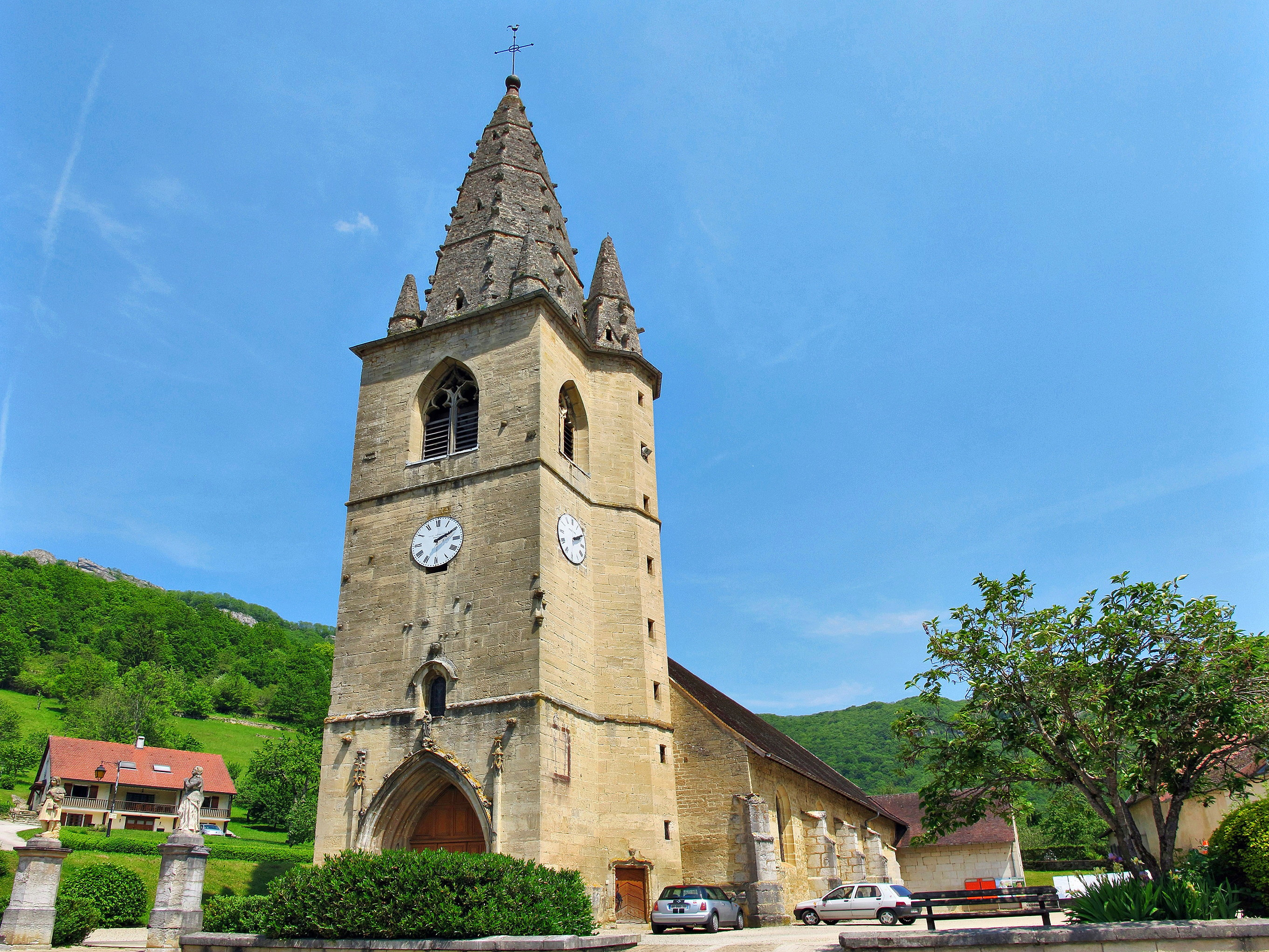
Église "Saint-Laurent"

## Bezienswaardigheden
- Gorges de Nouailles
- Cascade de Syratu
- Roche Haute-Pierre
- Pont sur la Loue
- Klooster
- Église "Saint Laurent"

### Église Saint Laurent"
De parochiekerk Saint Laurent (gebouwd van 1390 en voltooid in 1581) werd verschillende keren verbouwd en vergroot.
In 1502 begon onder leiding van meestermetselaar Claude d’Usié een uitbreiding die bestond uit het verlengen van het transept waardoor twee zijbeuken ontstonden.
In de periode 1550 tot 1581 werd door de kardinaal de Granvelle, die prior was van het klooster, uitgebreid tot de huidige (2024) omvang.
De belangrijkste toevoeging was de klokkentoren van 43 meter hoog en gesierd door beelden, op de vier hoeken zijn vier pinakels en 
de achthoekige spits is vervaardigd uit tufsteen afkomstig uit de groeve bij Mouthier.
De klokkentoren heeft 3 klokken: "Marie", Diameter 140cm, Gewicht 1.620 kg, toon C#3, 
"Josephine", diameter 123 cm, gewicht 1.140 kg, gegoten door Bournez in 1853, in Morteau, toon D#3
en "Augustine", diameter 110 cm, gewicht 800 kg, gegoten door Bournez in 1855, in Morteau, toon F#3.
Aan de zuidzijde bij de overgang van de verbouwing van 1502 bevindt zich de oude dichtgemetselde toegang
met op de latei de tekst,  transcriptie:

EN L'AN MIL VC ET II FUT COMMENCEE A TROIS VOUTES (In het jaar 1500 en 2 werd begonnen met de 3 beuken).
JHESUS MARIA
L'EGLISE DE CEANS PAR CLAUDE D'/USIE MASSON (De kerk van Ceans door laude d'Usie metselaar)
Het schip en de zijbeuken hebben gotische kruisribgewelven.
Voor de klokkentoren staan twee standbeelden op een sokkel van Saint Vernier et Sainte Jeanne d'Arc.
Het interieur werd in de 18e eeuw ingericht, de preekstoel is afkomstig uit de 
oude priorijkerk, het altaarstuk is 17e-eeuws en er zijn een aantal geclassificeerde schilderijen en beelden .
In de jaren 1997-1998 is archeologisch onderzoek gedaan in het koor.
In de zuidelijke beuk zijn een aantal kapellen, gewijd o.a. aan:
- de Heilige Maagd met de inscriptie, "Ave Gra Plena" (Gegroet, vol van genade).
- de kapel de Weldoeners met de inscriptie "Diev Face MCI a ceux Qvot fait fair c'este Chapl". (God dank aan degenen die deze kapel hebben laten bouwen).
- Sint-Antonius.
- Kapel van de wijnbouwers.
- Kapel van de leerlooiers.
- Kapel van de overleden gelovigen met de inscriptie "Reqviescant in Pace, Amen" (Mogen zij in vrede rusten, Amen).
- Kapel van de boogschutters.

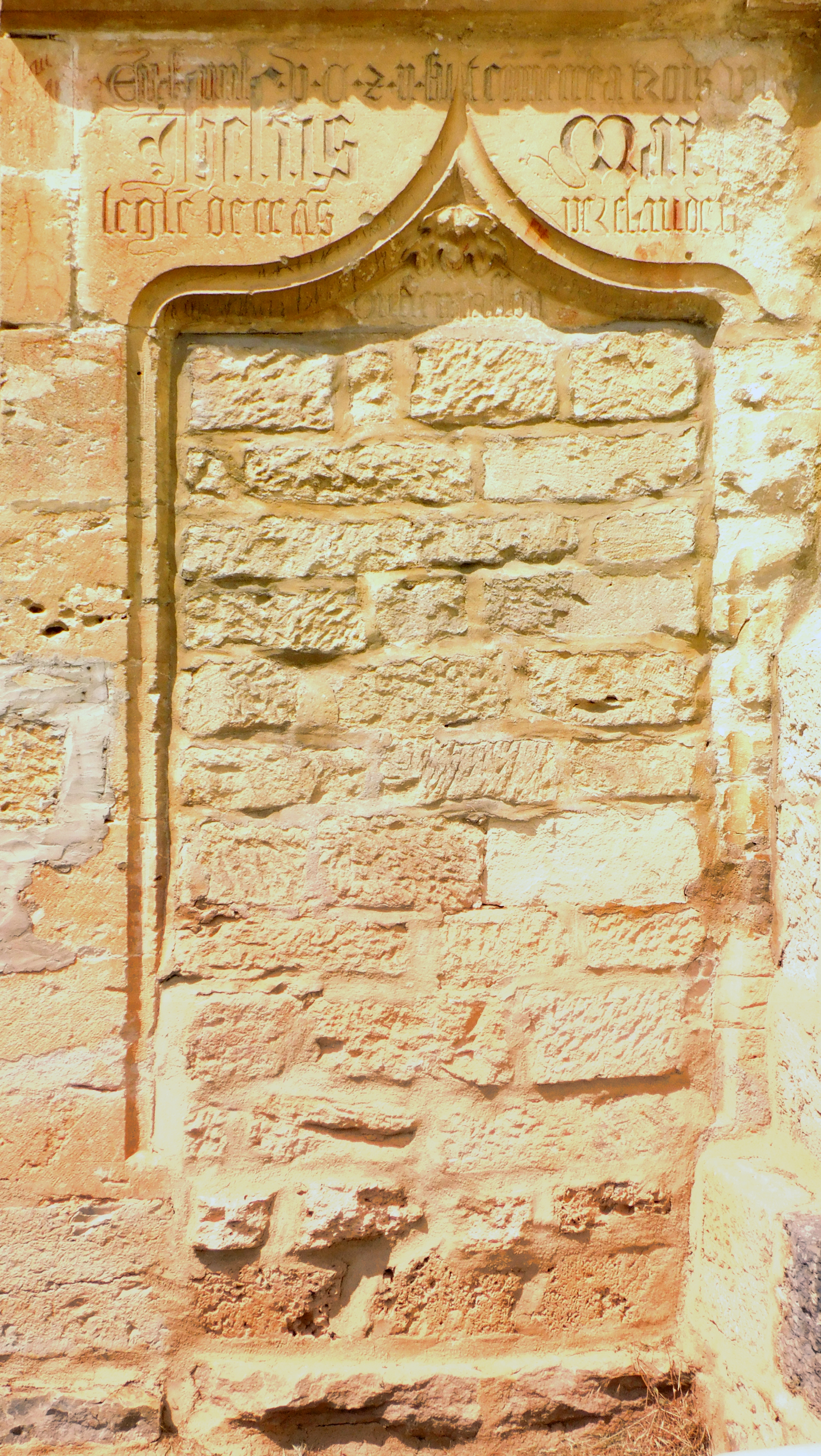
Oude toegangsdeur van voor 1502
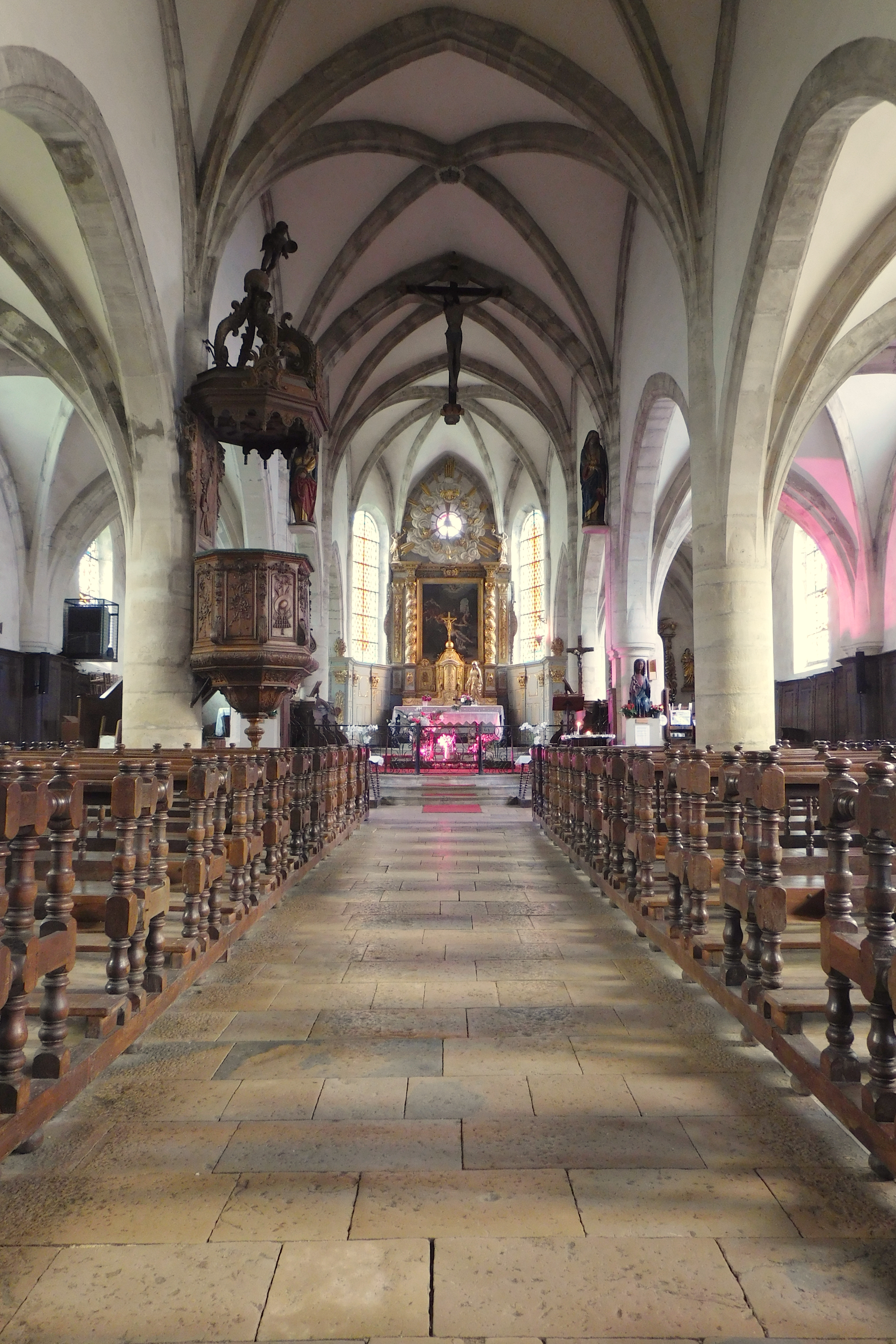
Intérieur
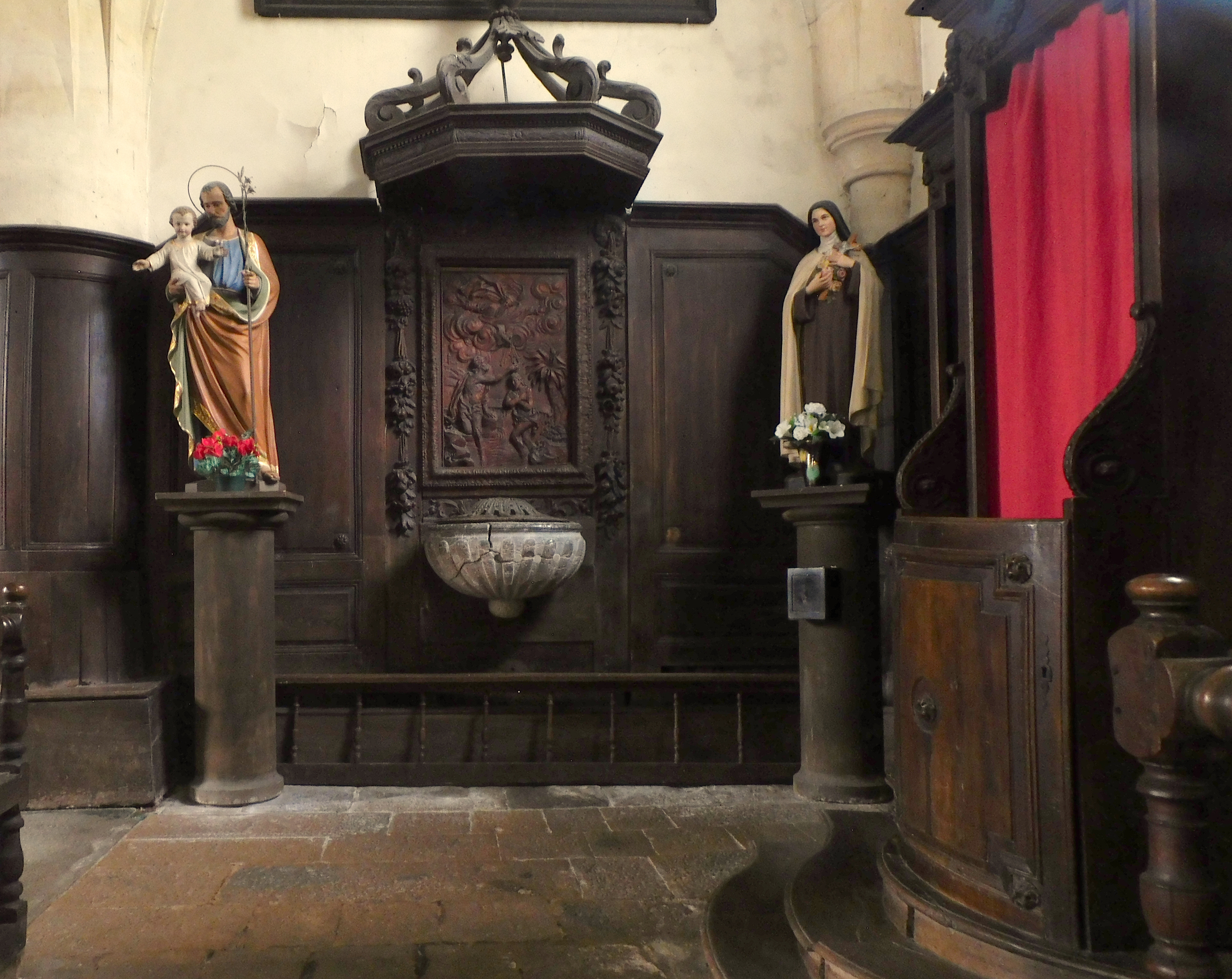
in de zuidbeuk, doopvont, biechtstoel met Jozef en Maria
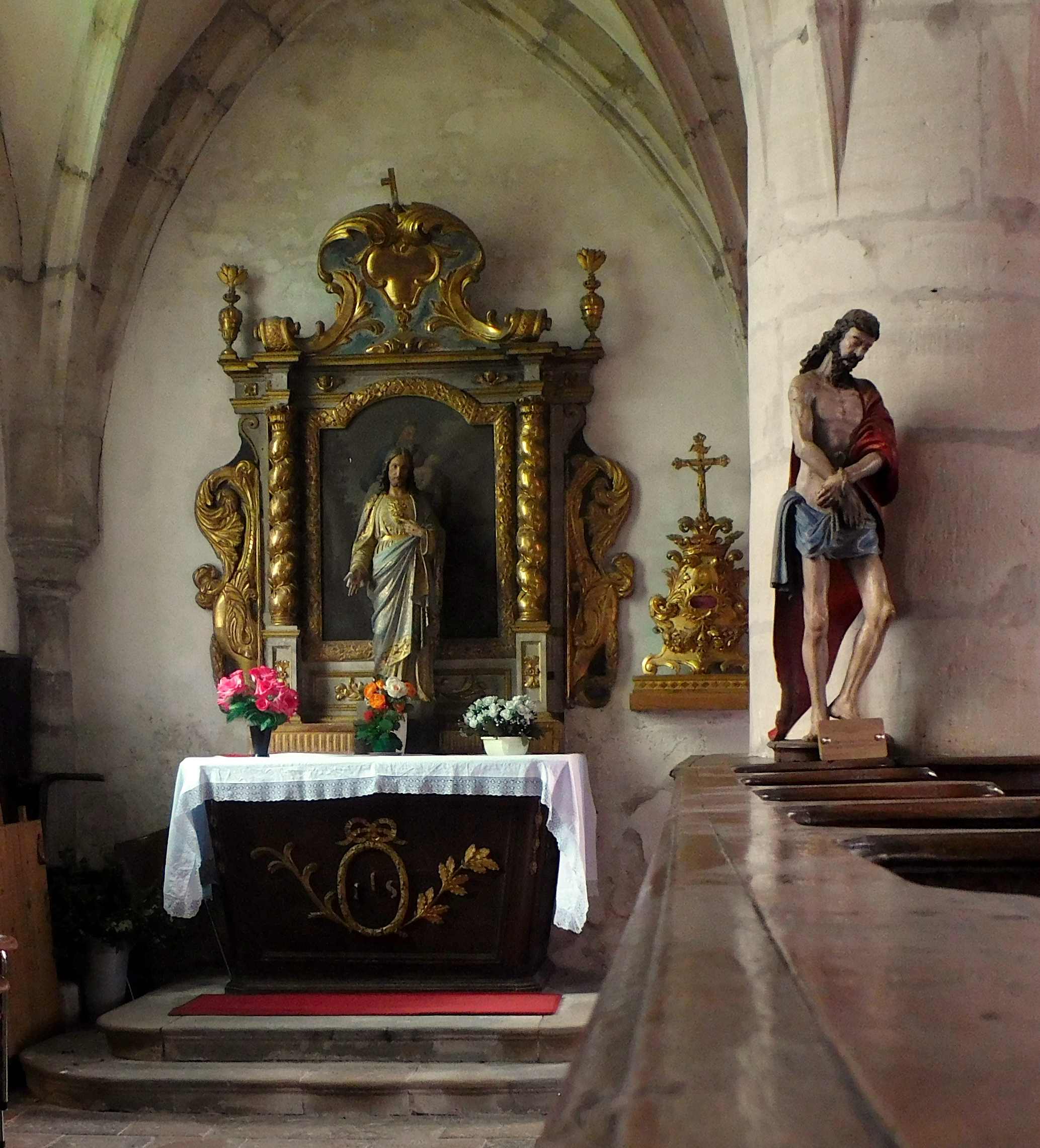
Noordbeuk
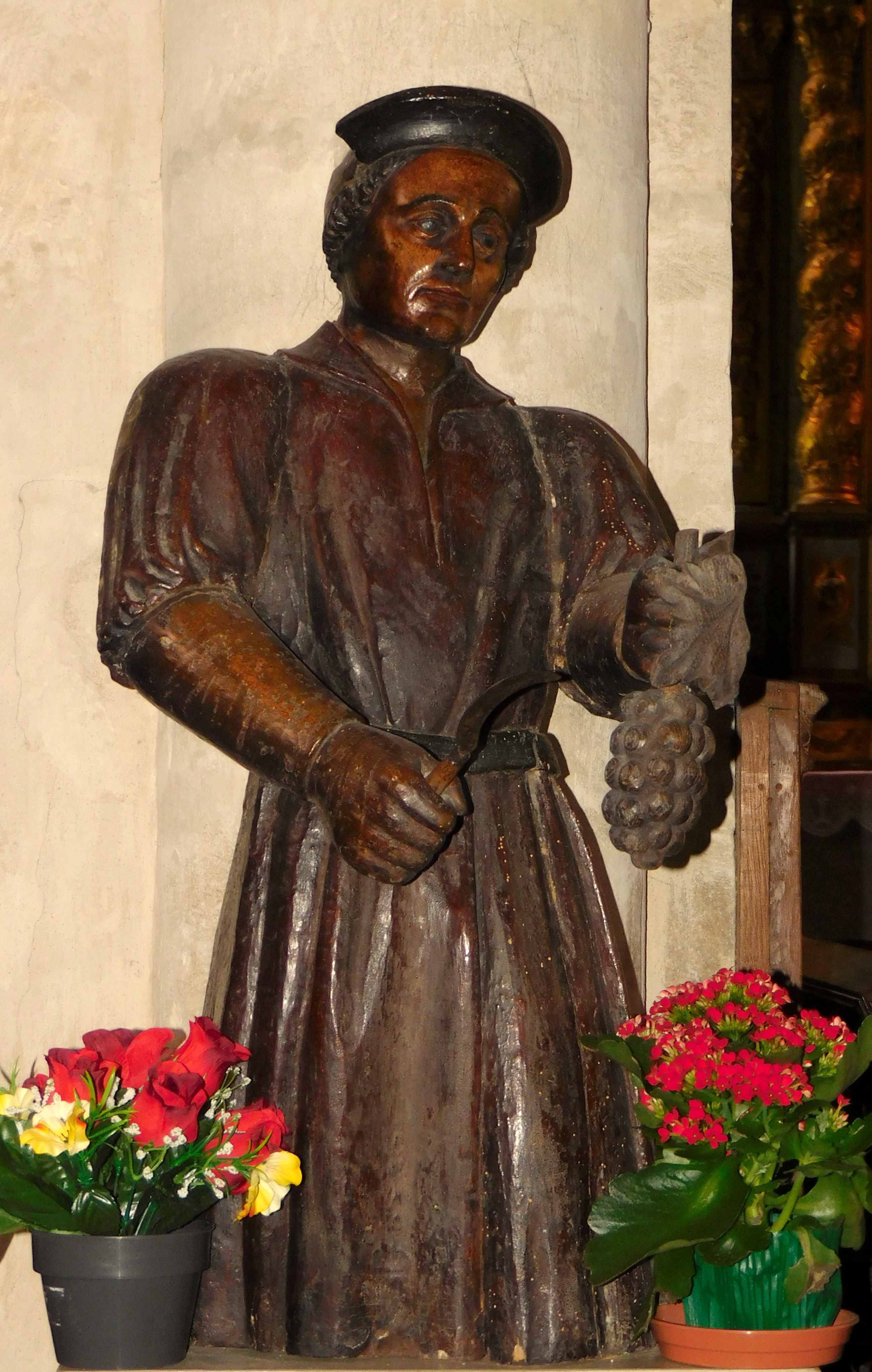
Saint Vernier, patron des vignerons, 15e eeuw
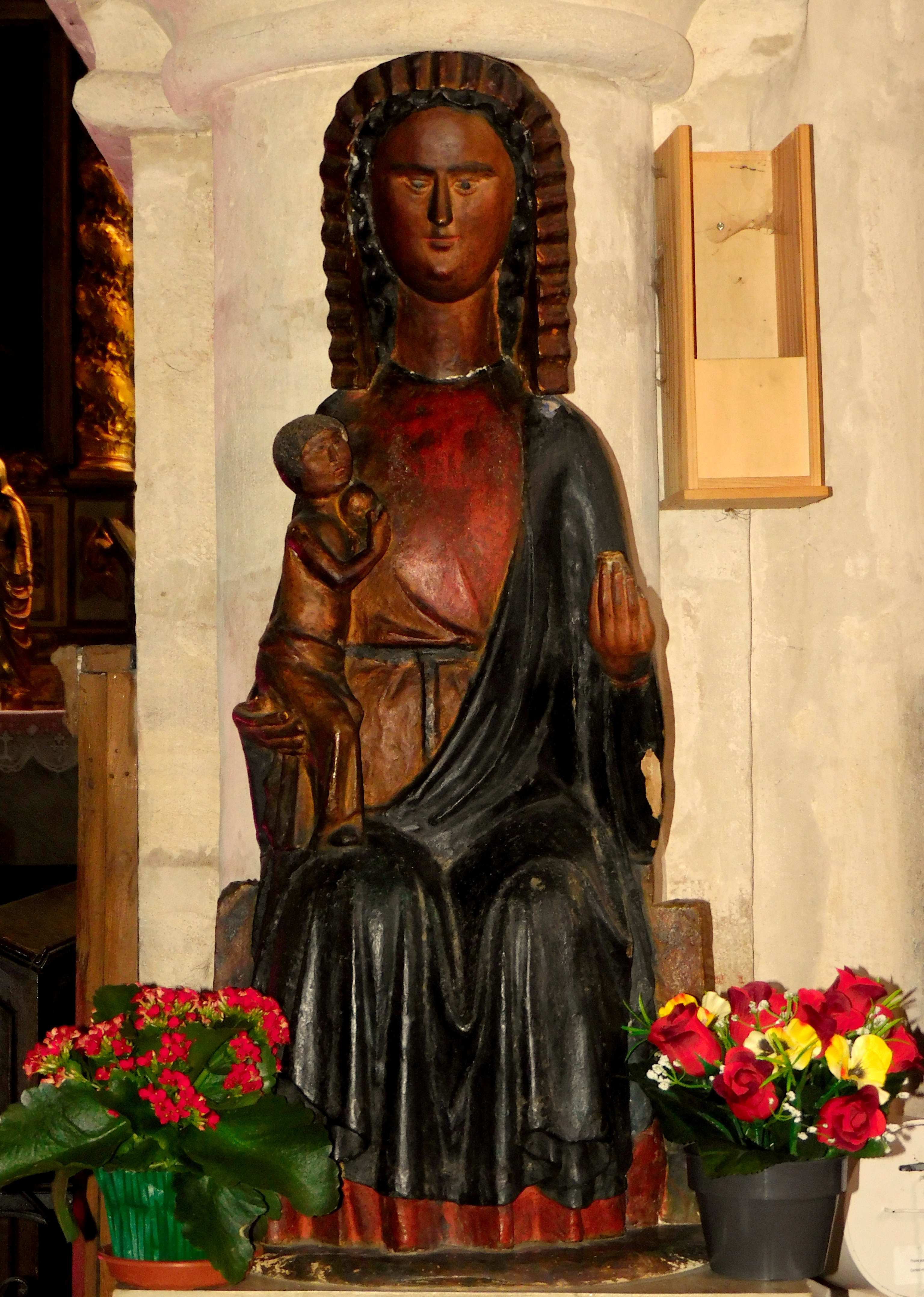
, Notre Dame de Brey, 15e eeuw
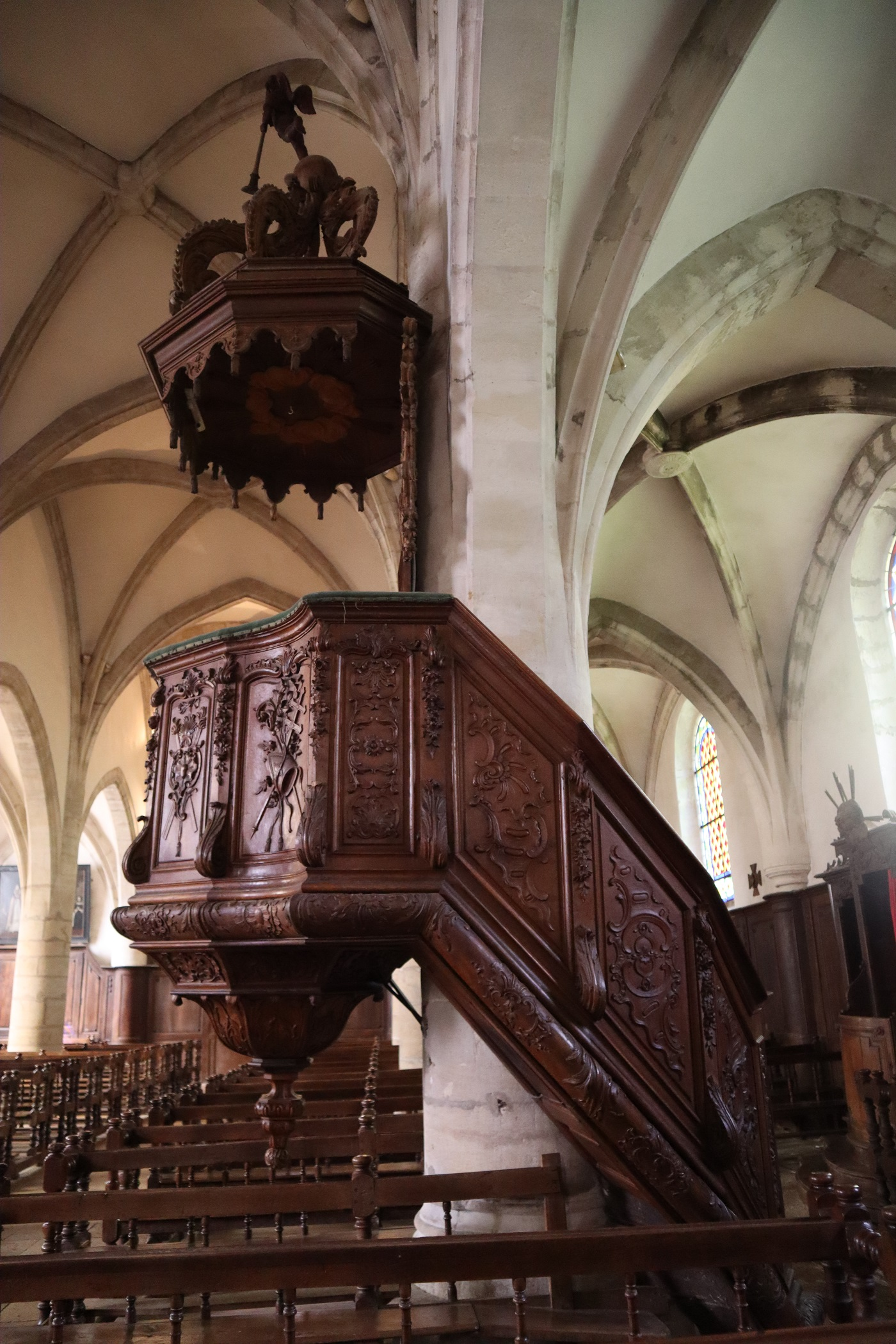
preekstoel

## Geografie
De oppervlakte van Mouthier-Haute-Pierre bedraagt 12,3 km², de bevolkingsdichtheid is 27,9 inwoners per km². De plaats ligt in de vallei van de Loue.

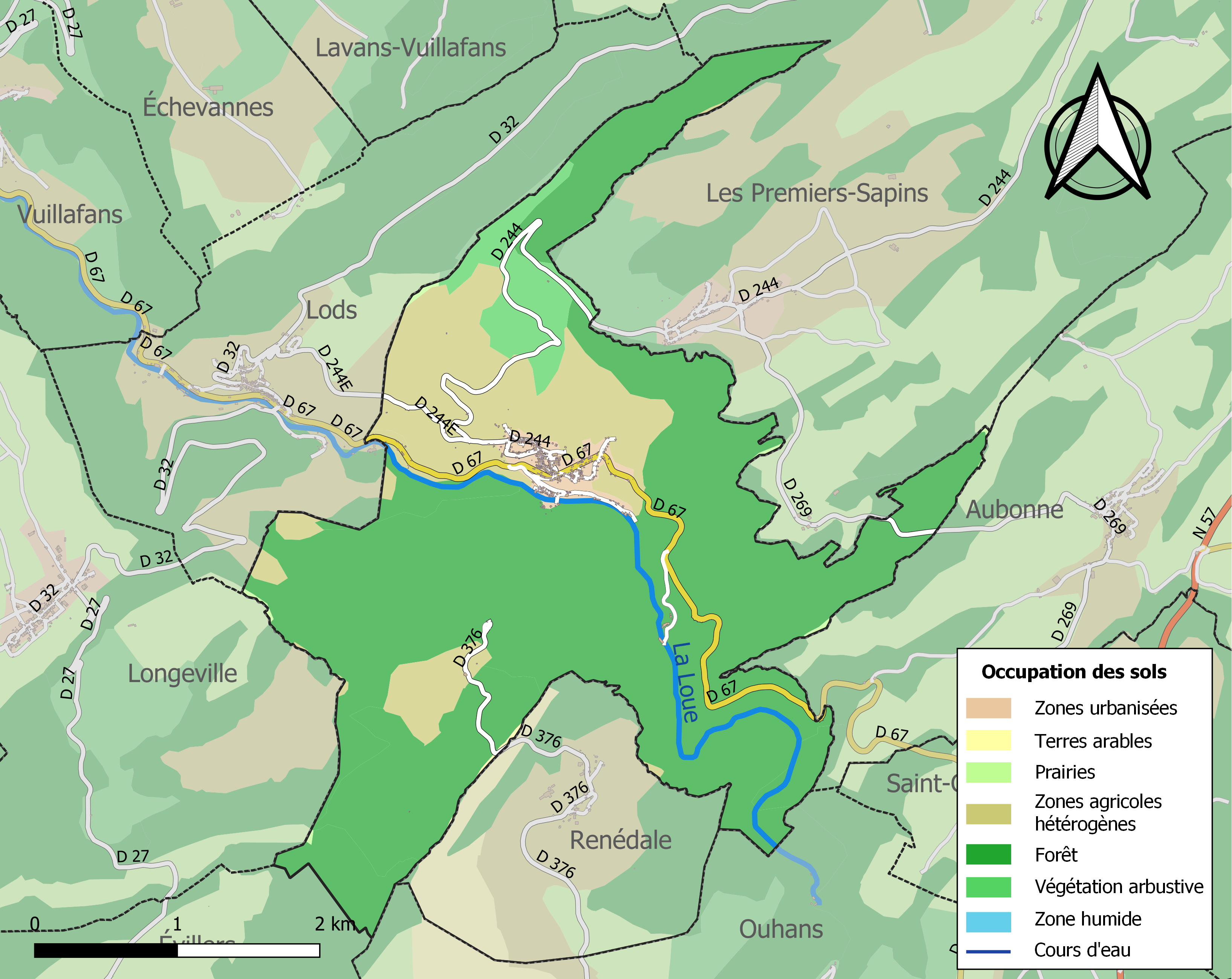
Kaart van de gemeente met de belangrijkste infrastructuur, bodemgebruik en omliggende gemeenten

## Demografie
Onderstaande figuur toont het verloop van het inwonertal (bron: INSEE-tellingen).